# Повіт Нісі-Сіракава
Пові́т Ні́сі-Сірака́ва (яп. 西白河郡, にししらかわぐん, МФА: [ɲiɕi̥ ɕiɾakawa guɴ]) — повіт в префектурі Фукусіма, Японія.